# Plastisfera

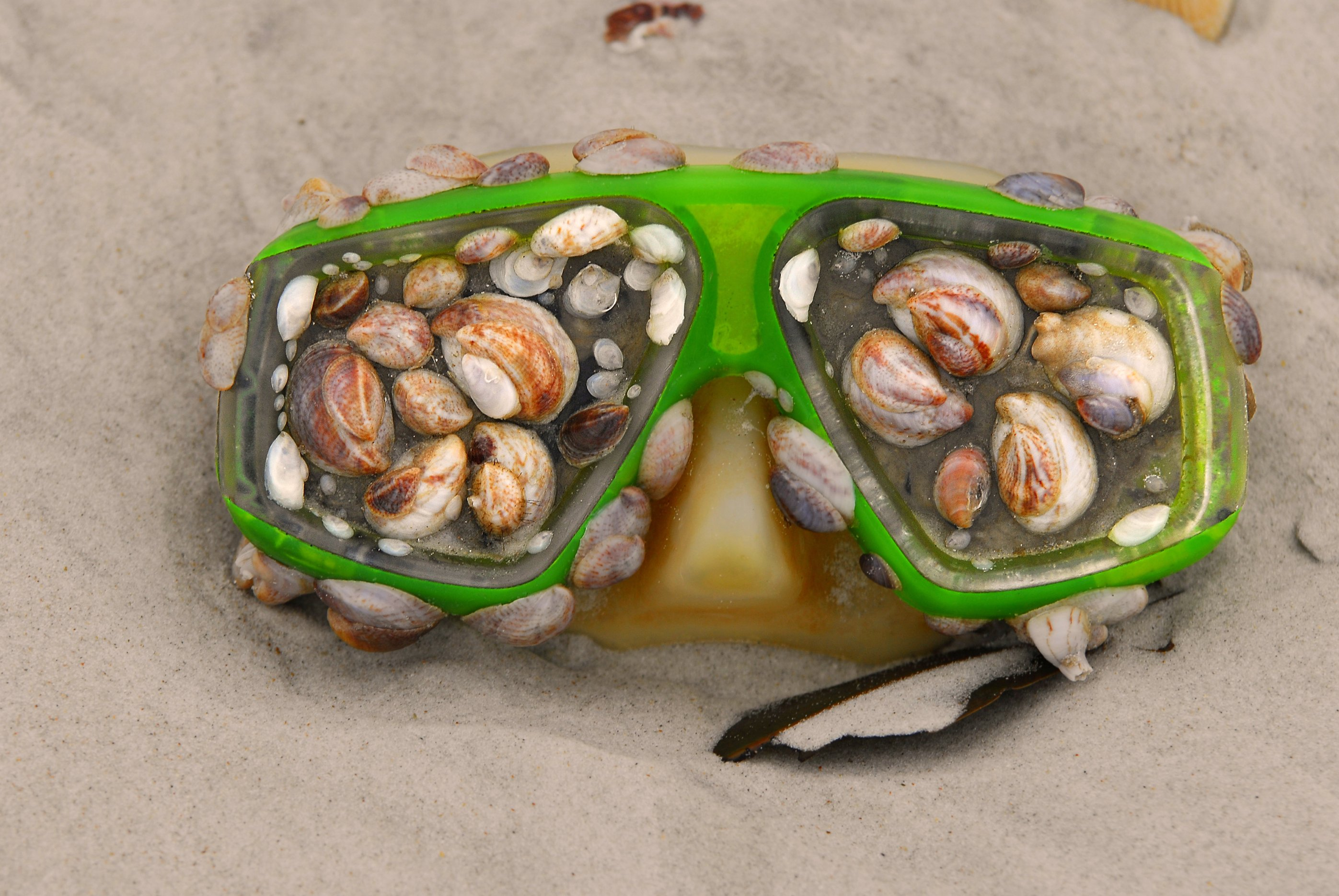
Una colonia di patelle attaccate a una maschera da sub, ritrovata a riva su una spiaggia

Con plastisfera si intende l'insieme di ecosistemi che si sono evoluti per vivere in ambienti plastici artificiali. Tutte le tipologie di materiali plastici accumulati negli ecosistemi marini fungono da habitat per vari tipi di microrganismi, a partire dalla tipologia di contaminante più diffuso: la microplastica. Oltre 1.000 diverse specie di microrganismi sono in grado di abitare solo un singolo pezzo di microplastica da 5 mm.

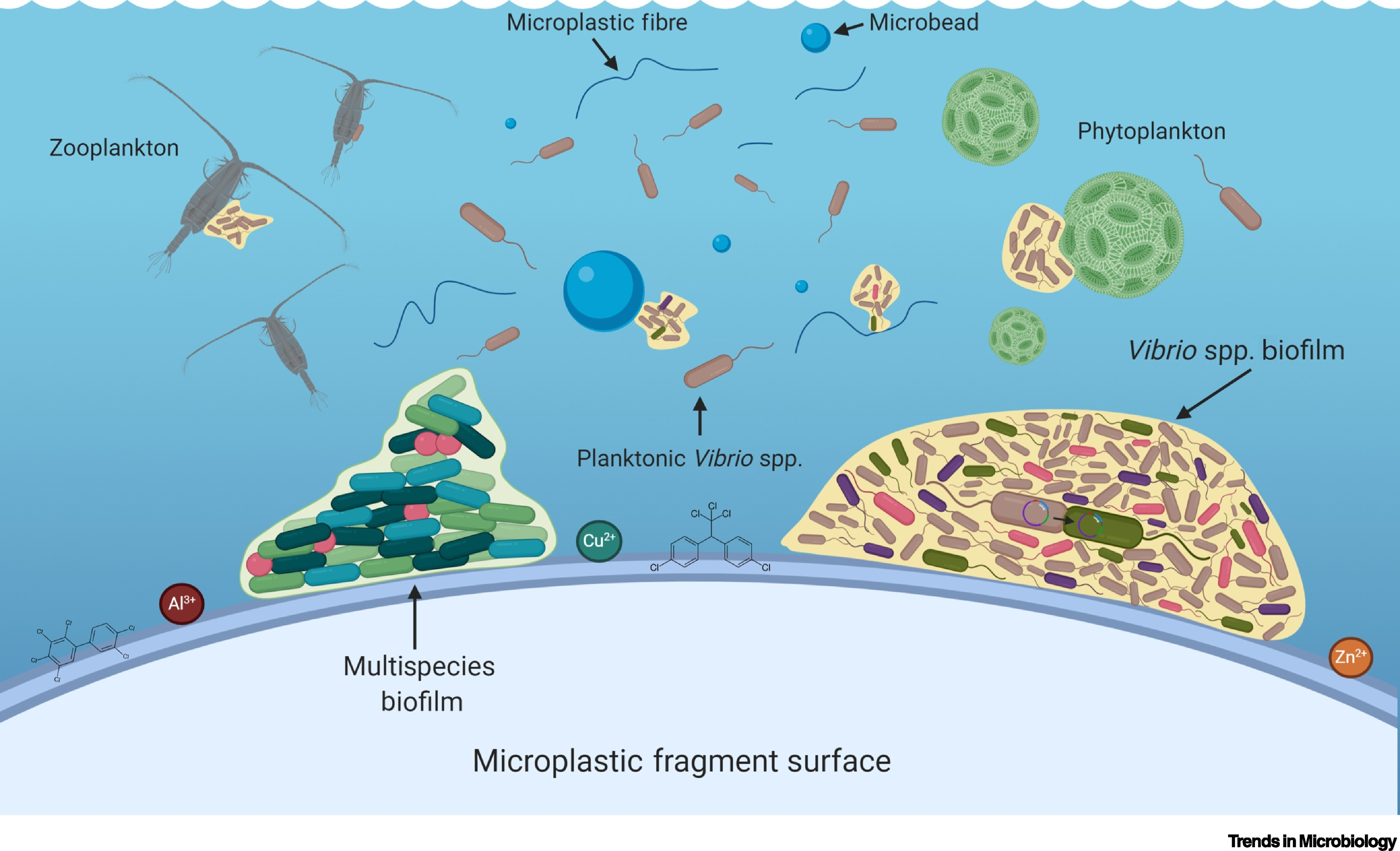
Microbi che interagiscono con la superficie della plastica.

I detriti in platica agiscono come carrier per il trasporto di organismi viventi su lunghe distanze. Questo fenomeno può spostare i microrganismi verso diversi ecosistemi e potenzialmente introdurre specie invasive e dannose. I microrganismi trovati sui detriti di plastica comprendono un intero ecosistema di autotrofi, eterotrofi e simbionti. Le specie microbiche trovate all'interno della plastisfera differiscono da quelli rinvenuti su altri materiali galleggianti presenti in natura (ad esempio, piume e alghe) a causa della natura chimica unica della plastica e della lenta velocità di biodegradazione. Oltre ai microbi, gli insetti sono arrivati a prosperare in aree dell’oceano che prima erano per loro inabitabili. Il pattinatore marino, ad esempio, è riuscito a riprodursi sulla superficie della plastica galleggiante.

## Storia

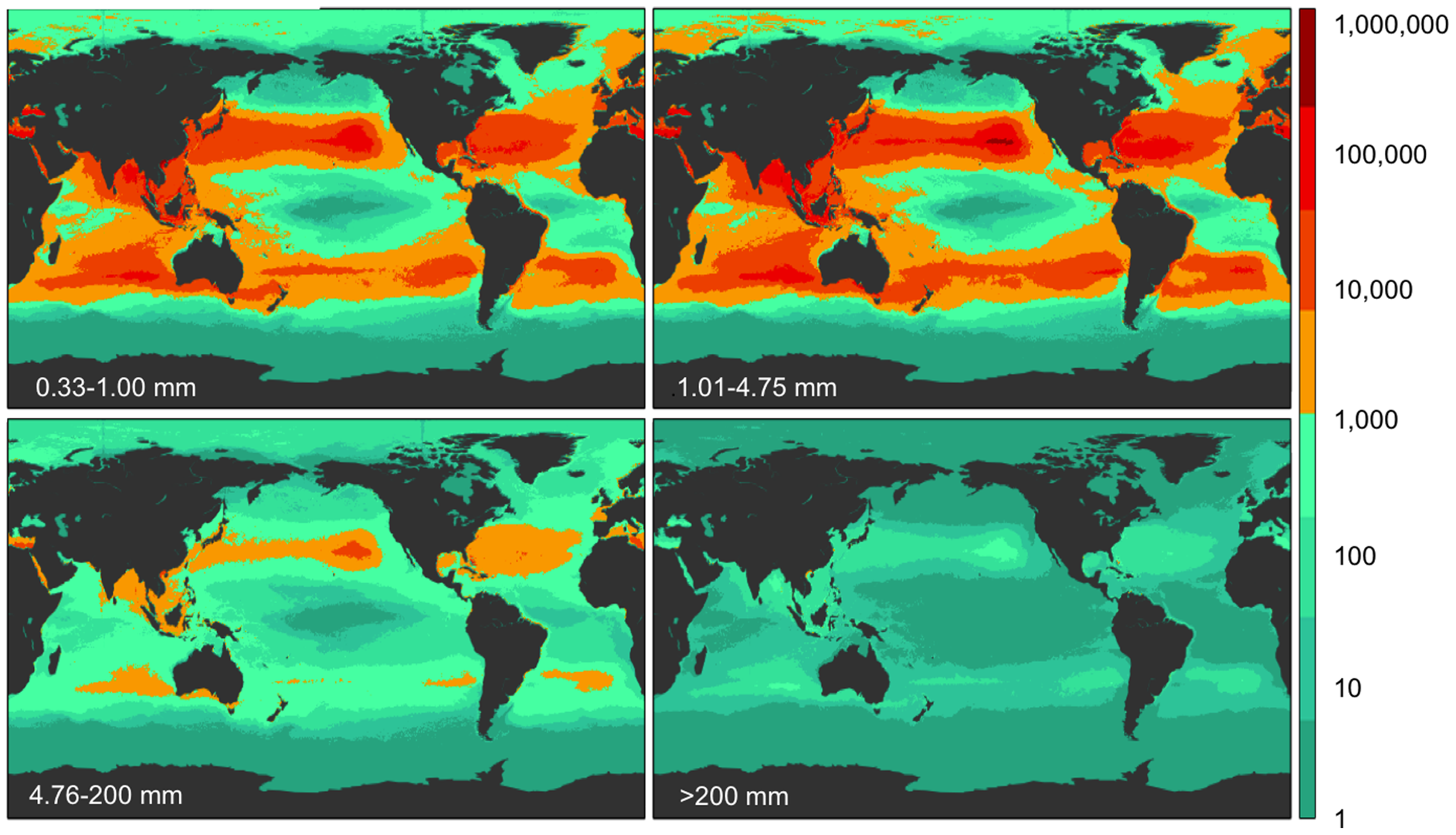
Distribuzione globale delle microplastiche per dimensione in millimetri.

La plastisfera è stata descritta per la prima volta da un team di tre scienziati, la dottoressa Linda Amaral-Zettler del Marine Biological Laboratory, la dottoressa Tracy Mincer della Woods Hole Oceanographic Institution e il dottor Erik Zettler della Sea Education Association. Il team ha raccolto campioni di plastica durante i viaggi di ricerca in diverse località dell’Oceano Atlantico per studiare il loro impatto sull’ecosistema. I ricercatori hanno utilizzato una combinazione di microscopia elettronica a scansione e sequenziamento del DNA per identificare la distinta composizione della comunità microbica della plastisfera. Tra i ritrovamenti più importanti si annoverano i cosiddetti "formatori di buchi", organismi che creano crepe e buchi sul materiale plastico, dimostrando così la biodegradazione dello stesso. Tali organismi potrebbero potenzialmente scomporre anche gli idrocarburi. Nella loro analisi, i ricercatori hanno trovato anche organismi del genere Vibrio, che comprende i batteri che causano il colera e altri disturbi gastrointestinali. Alcune specie di Vibrio possono brillare e si ipotizza che questo attiri i pesci che mangiano gli organismi che colonizzano la plastica.

## Studi
Studi di sequenziamento su larga scala hanno rilevato che le diversità alfa sono inferiori nella plastisfera rispetto a campioni di terreno circostanti a causa di una diminuzione della ricchezza di specie nella plastisfera. I frammenti della pellicola polimerica influenzano i microrganismi in modi diversi, portando a effetti contrastanti sui tassi di crescita microbica nella plastisfera. Alcuni batteri che degradano i polimeri rilasciano sottoprodotti tossici a seguito della degradazione del frammento, fungendo da deterrente alla colonizzazione della plastisfera da parte di specie sensibili. Anche la diversità filogenetica è minore nella plastisfera rispetto ai campioni di suolo vicini.
Le comunità batteriche e microbiche nella plastisfera sono significativamente diverse da quelle trovate nei campioni di terreno circostanti, costituendo una nuova nicchia ecologica all’interno dell’ecosistema. È stato inoltre dimostrato che i cambiamenti nella composizione della comunità batterica nella plastisfera determinano nel tempo cambiamenti anche nel terreno circostante.
In un altro studio, i ricercatori hanno scoperto la maggior parte dei microrganismi tendeva a preferire i pezzi di plastica blu.
La crescita di batteri specifici nella plastisfera avviene a causa della capacità di alcuni batteri di degradare i polimeri. I phyla di batteri la cui crescita è influenzata positivamente dalla plastisfera sono: Acidobacteria, Actinobacteria, Bacteroidetes, Chloroflexi, Firmicutes, Planctomycetes e Proteobacteria. Inoltre, anche i batteri dell'ordine Rhizobiales, Rhodobacterales e Sphingomonadales sembrano essere avvantaggiati dalla plastisfera. Le interazioni all'interno della composizione della comunità batterica nella plastisfera influenzano i cicli biogeochimici locali e le interazioni della rete alimentare degli ecosistemi.
Il metabolismo delle comunità di tali batteri risulta migliorato nella plastisfera rispetto ai terreni circostanti.
La presenza di specie che degradano gli idrocarburi nella plastisfera propone un collegamento diretto tra la plastisfera e il ciclo del carbonio.
Le analisi suggeriscono che le sequenze correlate a malattie umane sono potenziate nella plastisfera. In particolare, ciò è stato osservato riguardo al colera, al cancro e alla toxoplasmosi. I batteri patogeni si mantengono nella plastisfera in parte a causa dell'adsorbimento di inquinanti organici sui biofilm e del loro utilizzo come nutrimento. La ricerca attuale mira anche a identificare la relazione tra la plastisfera e i virus respiratori e se la plastisfera influenza la persistenza e la sopravvivenza virale nell’ambiente.
Alcuni microrganismi presenti nella plastisfera hanno il potenziale di degradare i materiali plastici. Ciò potrebbe essere potenzialmente vantaggioso ma d’altra parte, poiché la plastica viene scomposta in pezzi più piccoli e infine in microplastiche, c’è una maggiore probabilità che essa venga consumata dal plancton ed entri nella catena alimentare giungendo infine all'essere umano tramite bioaccumulo nei pesci. La tabella seguente elenca alcuni microrganismi con capacità di biodegradazione delle plastiche
| Microrganismo                    | Tipo di plastica | Capacità di degradazione |
| -------------------------------- | ---------------- | --- |
| Aspergillus tubingensis          | Poliuretano      | Degradato del 90% entro 21 giorni |
| Pestalotiopsis microspora        | Poliuretano      | Degradato del 90% entro 16 giorni |
| Bacillus pseudofirmus            | LDPE             | Degradato dell'8,3% nel periodo di osservazione di 90 giorni |
| Salipaludibacillus agaradhaerens | LDPE             | Degradato 18,3 ± 0,3% e 13,7 ± 0,5% dopo 60 giorni di incubazione |
| Larve di Tenebrio molitor        | Polistirolo (PS) | I tassi di degradazione sono raddoppiati per i vermi della farina con diete costituite dal 10% di PS e il 90% di crusca rispetto ai vermi della farina alimentati esclusivamente con PS |
| Enterobacter sp.                 | Polistirolo (PS) | Degradato al massimo del 12,4% in 30 giorni |
| Fanerochete crisosporium         | Policarbonato    | Degradato del 5,4% in 12 mesi |
| Consorzio microbico marino       | Policarbonato    | Degradato dell'8,3% in 12 mesi |
| Ideonella sakaiensis             | PET              | Completamente degradato entro sei settimane |
| Fanghi attivi                    | PET              | Degradato fino al 60% entro un anno |
| Bruchi della Galleria mellonella | Polietilene      | Degradato del 13% entro 14 ore Tasso di degradazione medio di 0,23 mg cm-2 h-1 |
| Zalerium maritimum               | Polietilene      | Degradato del 70% entro 21 giorni |

Spesso il processo di degradazione della plastica da parte dei microrganismi è piuttosto lento. Tuttavia, gli scienziati stanno studiando come modificare geneticamente questi organismi al fine di aumentare il potenziale di biodegradazione della plastica. Ad esempio, l'Ideonella sakaiensis è stata geneticamente modificata per scomporre rapidamente il PET.